# Apolonia del Santísimo Sacramento
Apolonia Lizárraga y Ochoa de Zabalegui (Lezáun, 18 de abril de 1867-Barcelona, 8 de septiembre de 1936), más conocida por su nombre religioso Apolonia del Santísimo Sacramento, fue una religiosa Carmelita de la Caridad española, superiora general en cargo de su congregación, cuando estalló la Guerra Civil de España, en la que fue asesinada. Fue beatificada por el papa Benedicto XVI el 28 de octubre de 2007.

## Biografía

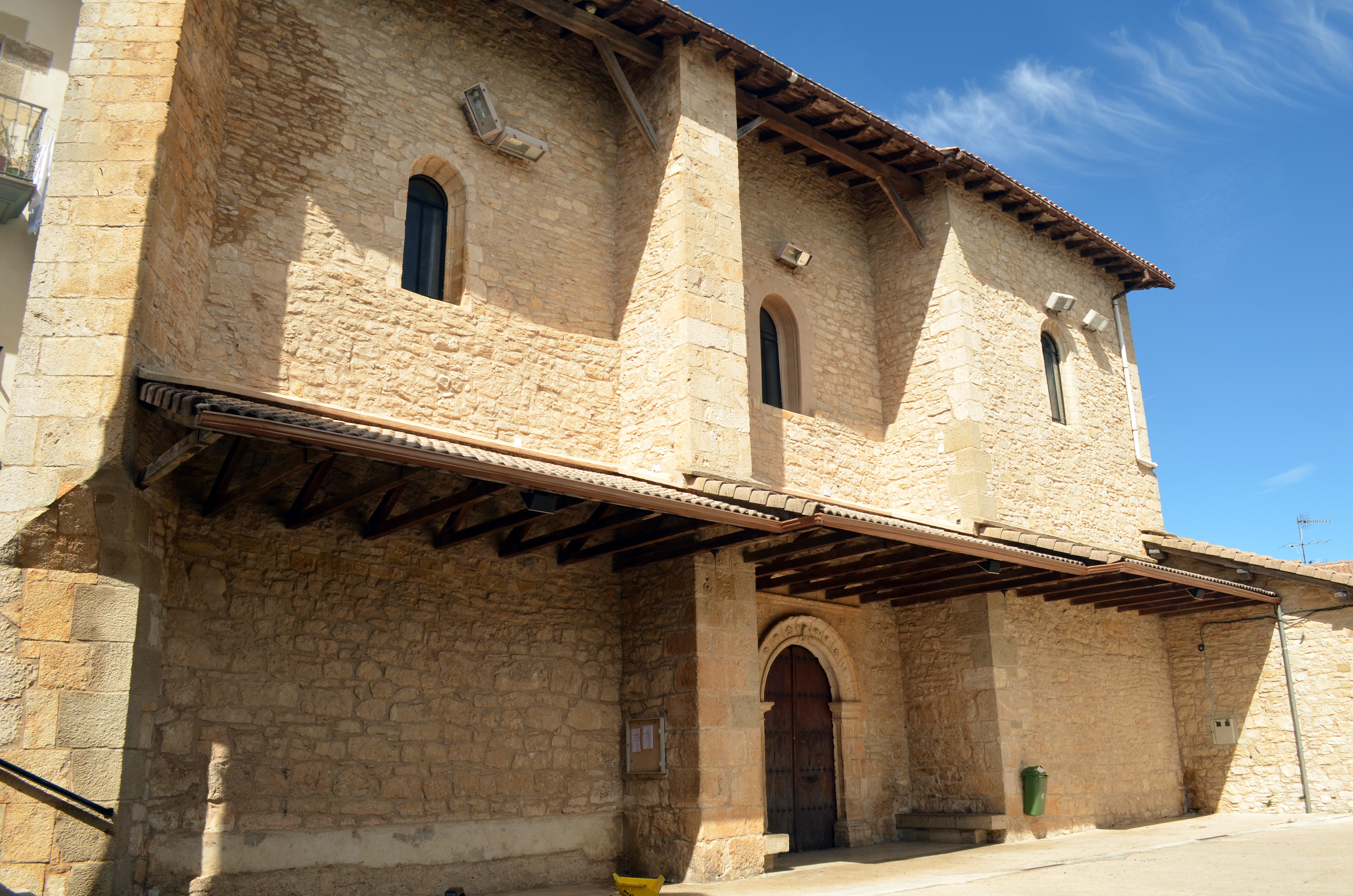
Iglesia de San Pedro Apóstol de Lezáun, donde fue bautizada a los días de nacer.

Apolonia Lizárraga nació en la población de Lezáun, que por entonces pertenecía al municipio de Valle de Yerri, en Navarra, España, siendo la segunda de once hijos del matrimonio de Cándido y Martina y siendo bautizada dos días después de su nacimiento en la Parroquia de San Pedro Apóstol, recibiendo posteriormente el 30 de mayo del 1868 la confirmación en la Parroquia de San Milán, en Iturgo.
Ingresó en el noviciado de las Carmelitas de la Caridad de Vedruna en Vitoria, el 16 de julio de 1886 y emitió sus primeros votos el 17 de julio de 1888, desde entonces se le conoció con el nombre de Apolonia del Santísimo Sacramento.
Además de ella, cuatro hermanos suyos también se convirtieron en religiosos, de los cuales dos hermanas suyas también ingresaron a las Carmelitas, siendo esto posiblemente resultado de la cercanía de la familia al ambiente religioso, sobre todo teniendo en cuenta que su tía ,Gabriela Lizárraga, era abadesa de las Concepcionistas de Estella.
Ejerció diversos cargos en su congregación, desde profesora en las colegios de Trujillo (Cáceres) y Villafranca de los Barros (Badajoz), hasta superiora de la comunidad de Sevilla y rectora del colegio de Vich. Finalmente fue elegida superiora general del instituto en 1925, año en el que durante el IX capítulo general de la congregación inició el proceso para la beatificación y canonización de la madre fundadora, Joaquina de Vedruna, para lo que viajó a Roma, siendo recibida por el papa Pío XI.Durante su mandato se centró en la expansión del instituto, llegando a fundar las casas de Buenos Aires en Argentina; Vigo, León, Murcia y Alcoy en España; y otras cuatro en Francia.Ocupó el cargo hasta 1936, cuando fue asesinada.
Cuando estalló la guerra en 1936, Apolonia se dedicó a buscar refugio para las religiosas de su congregación, con el fin de salvarles la vida, especialmente a las novicias y a las enfermas. El 2 de agosto llegó a Barcelona a petición de las hermanas de la congregación, alojándose en casa de una prima suya, Margarita Ochoa de Zabalegui, aunque poco después se tuvo que trasladar a la casa de la familia Darner, junto con la sobrina del dueño y una amiga quienes también eran parte de la congregación pero el 6 de septiembre por la noche se presentaron los milicianos en casa de los Darner y tras el registro confesó que era religiosa.
Debido a que no se sentía segura en casa de los Darner, volvió a casa de su prima Margarita y Eulogia Ochoa de Zabaltegui, donde el 8 septiembre de ese  fue detenida por milicianos del POUM junto con el padre José Puig, quien era el párroco de Sants y encarcelada en la checa de San Elías (Barcelona), que se encontraba bajo el control de la CNT-FAI.
La tarde del 8 de septiembre la religiosa fue llevada a la torre de la Muerte, en el paseo de San Juan esquina a la calle Provenza, junto a Ángeles Vinyas y Nemesio Danver, quienes también estaban detenidos, donde tras declarar ser una religiosa fue asesinada. 
A través del proceso de beatificación se publicaron detalles sobre su muerte, ya que según un testigo que dijo haber oído a dos milicianos hablar sobre algunos detalles sobre su muerte, según los cuales fue llevada al patio central, desnudada y tras negarse a apostatar, fue atada de muñecas y tobillos, colgada de un gancho de la pared para posteriormente ser aserrada viva y descuartizada y sus restos fueron echados como cebo para los cerdos. Al parecer ese era el destino de muchos de los detenidos de la checa de San Elías. Los cerdos fueron más tarde sacrificados para la elaboración de embutidos que se vendieron como chorizo de monja.

## Culto
Fue beatificada por el papa Benedicto XVI el 28 de octubre de 2007, en la ceremonia presidida por él mismo, en la plaza de San Pedro de la Ciudad del Vaticano. En dicha celebración el pontífice subió a los altares unos 498 mártires de la Guerra Civil Española del siglo XX.
La actual checa de San Elías, hoy es una cripta de la parroquia Santa Inés. En ella se mantiene el recuerdo de los mártires de la Guerra que ahí estuvieron, entre ellos Apolonia. Su fiesta se celebra el 6 de noviembre.